# Сахура
Сахура — другий фараон з V династії.

## Життєпис

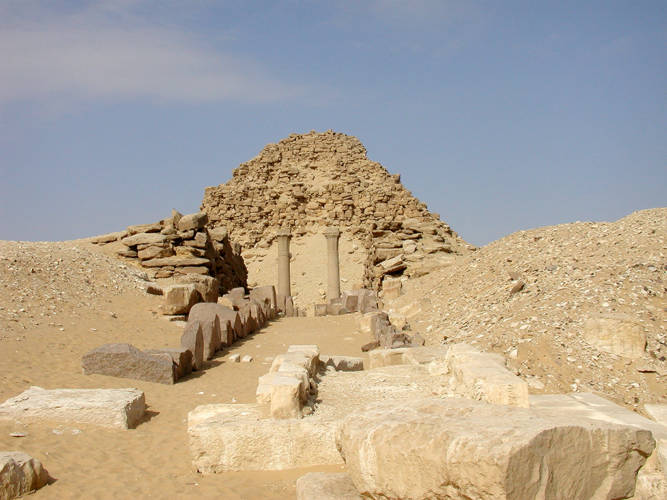
Піраміда Сахури

Збудував канал у Бубастісі, що поєднав Середземне море з Червоним. Організував першу експедицію до Пунту, збудував піраміди та храми Сонця.
Відомо, що він був сином цариці Хенткаус I, тому можливо його батьком був Усеркаф. Туринський папірус відводить йому 12 років правління, а Палермський камінь — 13.